# Серебрія (Могилів-Подільський район)
Серебрі́я —  село в Україні, у Могилів-Подільській міській громаді Могилів-Подільського району Вінницької області.
У Серебрії знаходиться одна з найдовших в Європі підземних оборонних споруд побудованих в 1931—1938 роках довжиною більше 900 м.

## Географія
Розташоване на лівому березі Дністра, за 6 км від міста Могилів-Подільський. Село розділене річкою Джуглая (Серебрійка) на дві частини — Руську та Волохи. У селі знаходиться гідрологічна пам'ятка природи місцевого значення Джерела «Серебрія».

## Місцева влада
Серебрійська сільська рада до 2020 року містила один населений пункт — село Серебрію.
- сільський голова — Олег Григорович Будяк;

## Історія
На території Серебрії і сусідніх сіл Озаринці, Яришів, Юрківці виявлені поселення трипільської, черняхівської і зарубинецької культур.
Вперше в історичних джерелах село Серебрія згадується у 1442 році, коли разом з сусіднім селом було подароване польським королем Ягайлом у спадщину якомусь Билині. Про це повідомляє Михайло Грушевський у праці «Барское староство»:
Въ 1442 г. Лядаву видимъ въ держаньи нѣкоего Былины (tenutrius in Liadawa) который тогда же получилъ въ наслѣдственное владѣніе село Сребну; мнѣ кажется, что здѣсь идет рѣчь о Серебріи, селѣ надъ Днѣстромъ, въ ближайшем сосѣдствѣ съ Лядавою…
На середину XV ст. село входило до складу Ольчедаївської волості. У складі волості у 1452 році було подароване королем Казимиром IV Ягеллончиком магнату Теодорикові Бучацькому-Язловецькому, який зобов'язався побудувати в Ольчедаєві кам'яний замок для захисту від ворогів. За адміністративним поділом у XVI ст. в 1553 році Серебрія була включена в жаловану грамоту на Ольчедаївську волость і сюди приїхав Бернард Претвич. Пізніше, під час люстрації 1616 року, свої права на село заявляли представники роду Миток. У 1628—1635 роках придністровська земля була віддана в тимчасове володіння Лукашеві М'ясковському. З 1765 року село належало київському воєводі Францішеку Салезію Потоцькому, а потім його нащадкам. До революції тут владував Красовський.
У XIX ст. село відносилось до Могилівського повіту, у XX ст. — до Могилів-Подільського району (1923—2020), з 2020 року — до новосформованого Могилів-Подільського району.
За переказами Серебрія була колись містечком. Досі від нього збереглись рештки Єврейського кладовища на горбу за річкою. Про статус Серебрії, як міста, свідчать також рештки кам'яних льохів та фундаментів будинків, у більшості розібрані селянами. 1900 року населення села налічувало 828 чоловіків та 886 жінок і складалось переважно з українців і молдован.
Селяни жили переважно в маленьких глиняних або дерев'яних вкритих соломою хатах з одним вікном. Однак, було й кілька будинків, критих цинковою бляхою. Головним заняттям мешканців села було землеробство. Також селяни займалися чумакуванням — доставляли хліб і спирт в Одесу (до побудови залізниці).
В 1800 році на кошти членів общини була побудована церква св. Михаїла. Це була дерев'яна одноверха церква з окремою дзвіницею, збудованою у 1848 році. Дотепер не збереглась.
Місцевий піп був найбагатшим мешканцем села: він володів земельним наділом в 40 десятин і 1493 саджанцями, присадибна ділянка попа становила 2 десятини. Зараз цю площу можна виміряти від сільради до магазину. Попівський будинок був побудований на кошти панів Красновських і проіснував до 1880 року. В радянські часи в ньому розмістилася «мала школа».
7 (20) листопада 1917 року, відповідно до Третього Універсалу Української Центральної Ради, увійшло до складу Української Народної Республіки.
12 червня 2020 року, відповідно до Розпорядження Кабінету Міністрів України № 707-р «Про визначення адміністративних центрів та затвердження територій територіальних громад Вінницької області», увійшло до складу Могилів-Подільської міської громади.
19 липня 2020 року, в результаті адміністративно-територіальної реформи та ліквідації Могилів-Подільського району (1923 — 2020), село увійшло до складу новоутвореного Могилів-Подільського району.

## Населення
На початок 2011 року населення Серебрії становить 3184 осіб.

### Мова
Розподіл населення за рідною мовою за даними перепису 2001 року:
| Мова       | Відсоток |
| ---------- | -------- |
| українська | 97,82%   |
| російська  | 1,85%    |

## Відомі люди
- Бучацький Гриць Данилович — хорунжий 3-го кінного полку 3-ї Залізної дивізії Армії УНР.
- Царьок Олександр Миколайович — захисник першої сотні оборони Майдану. Герой України[10].

## Галерея

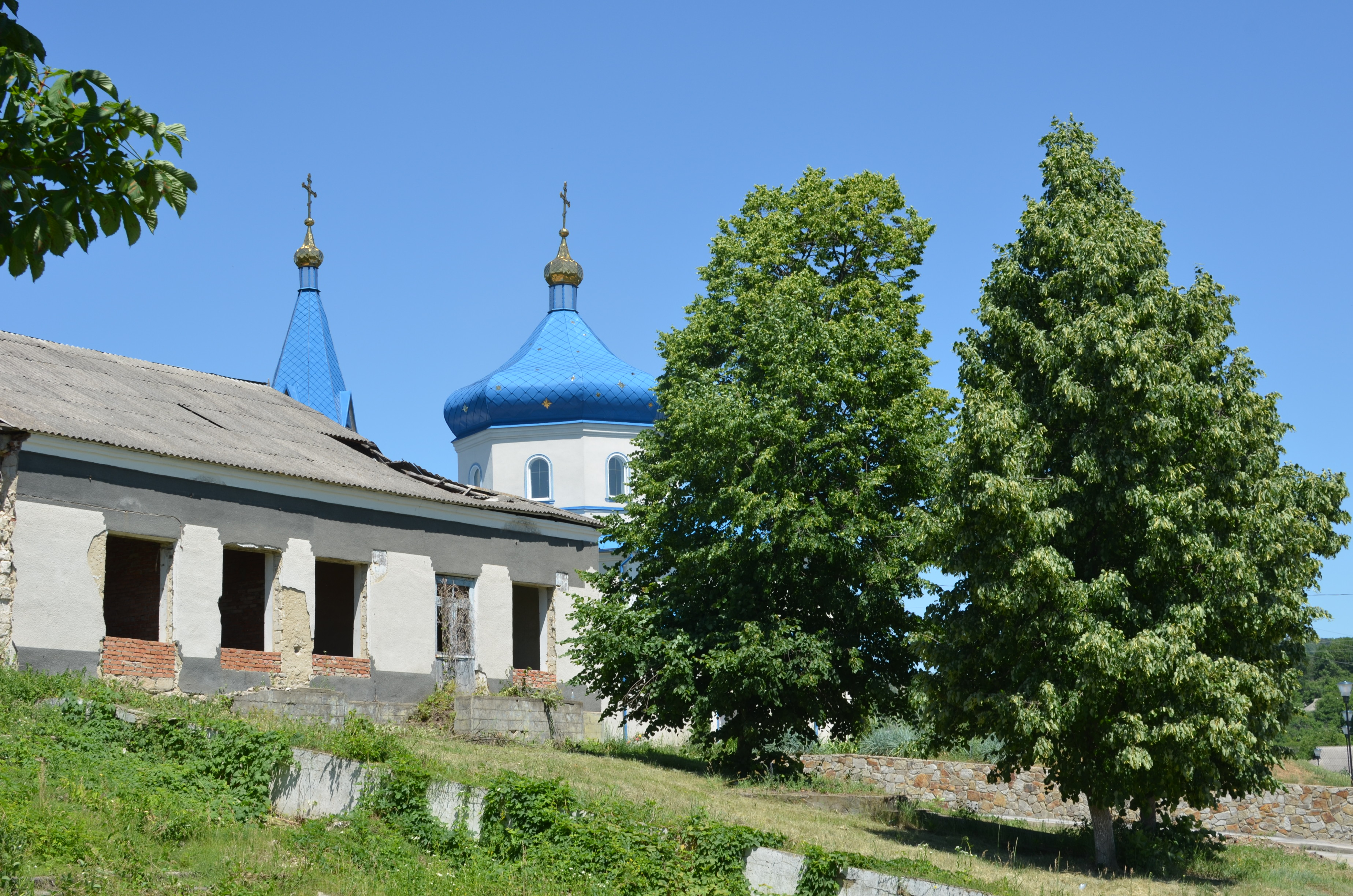
Церква
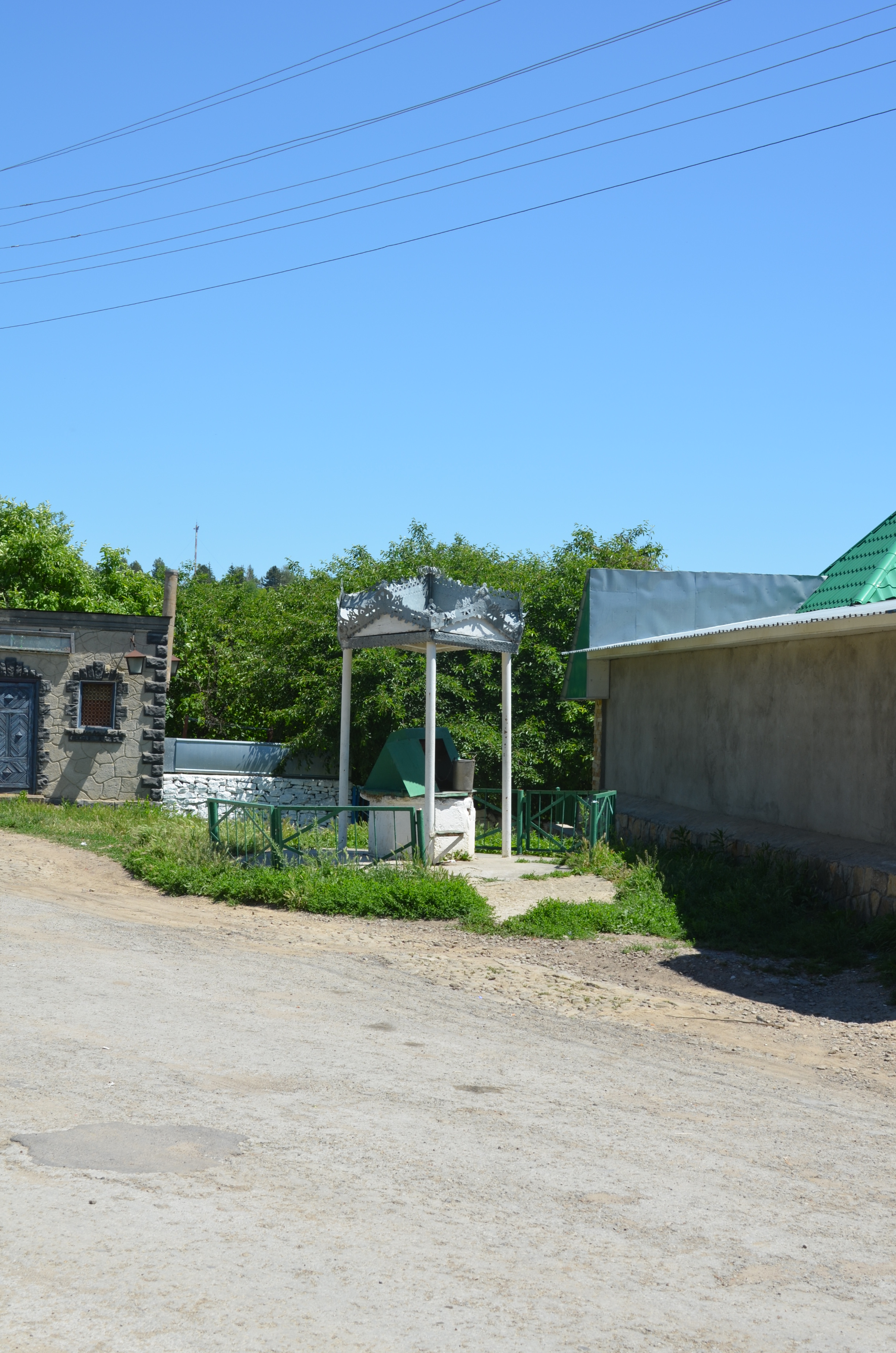
Криниця
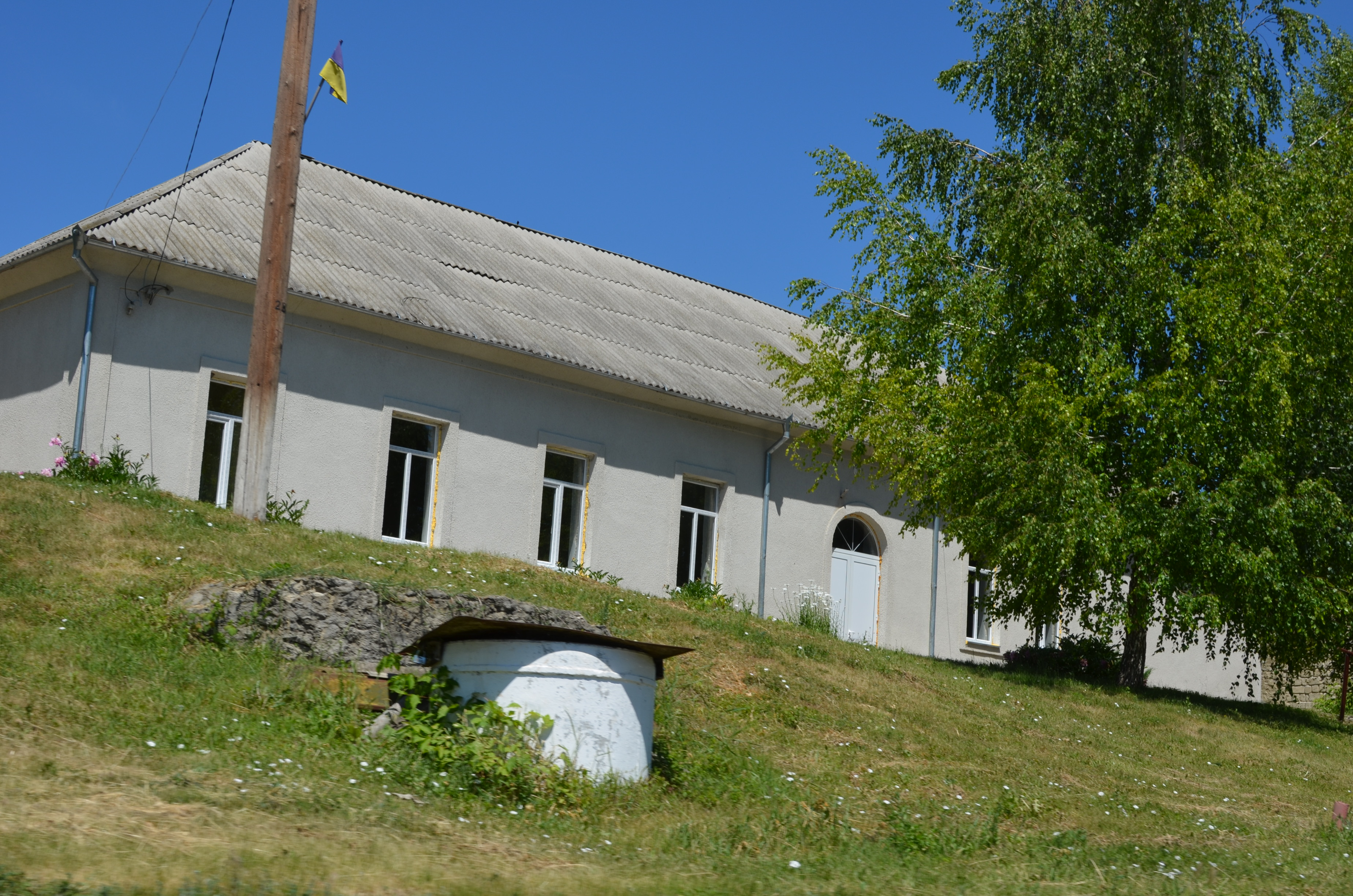
Будинок культури
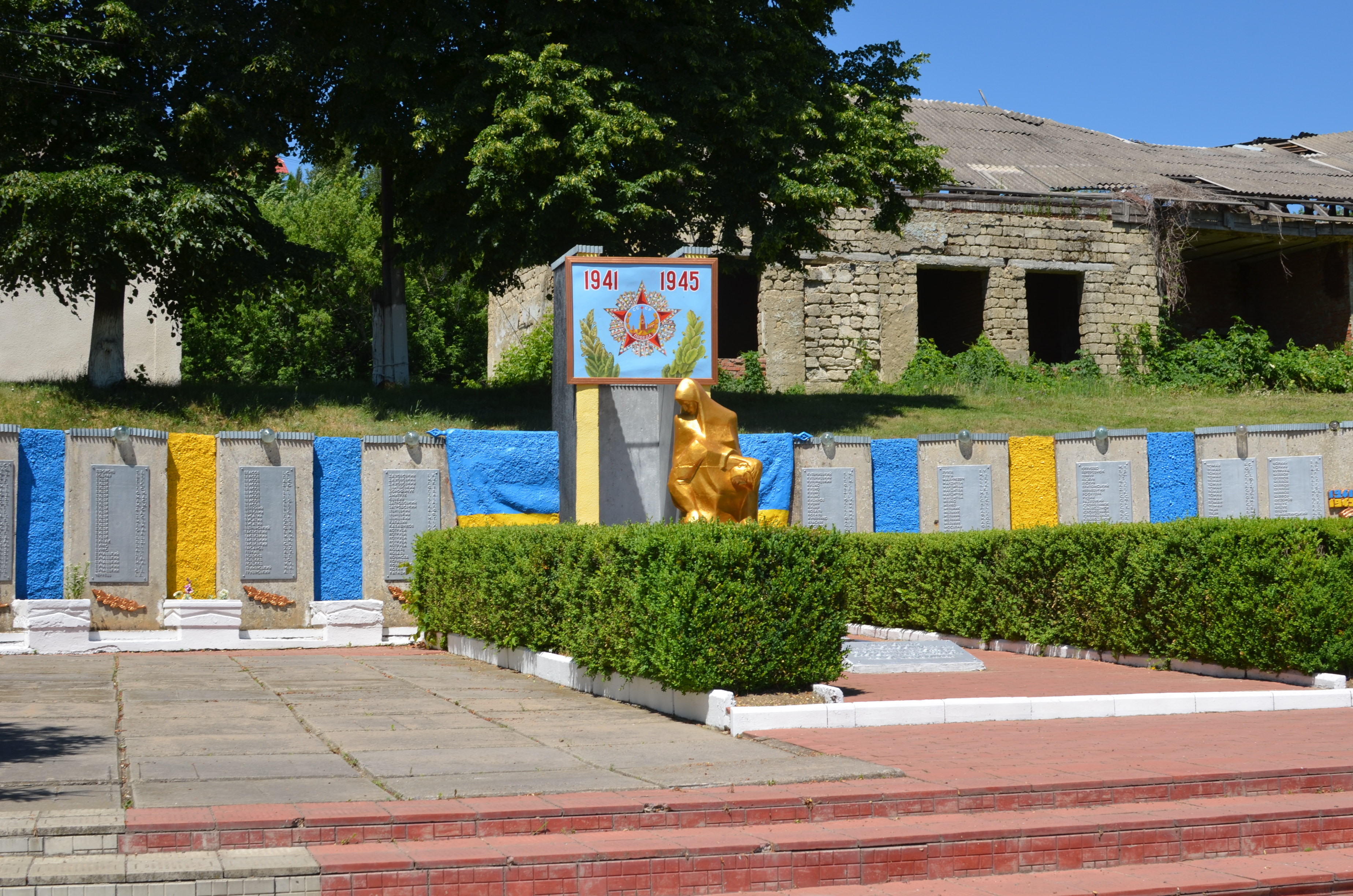
Братська могила і пам'ятник воїнам-односельчанам
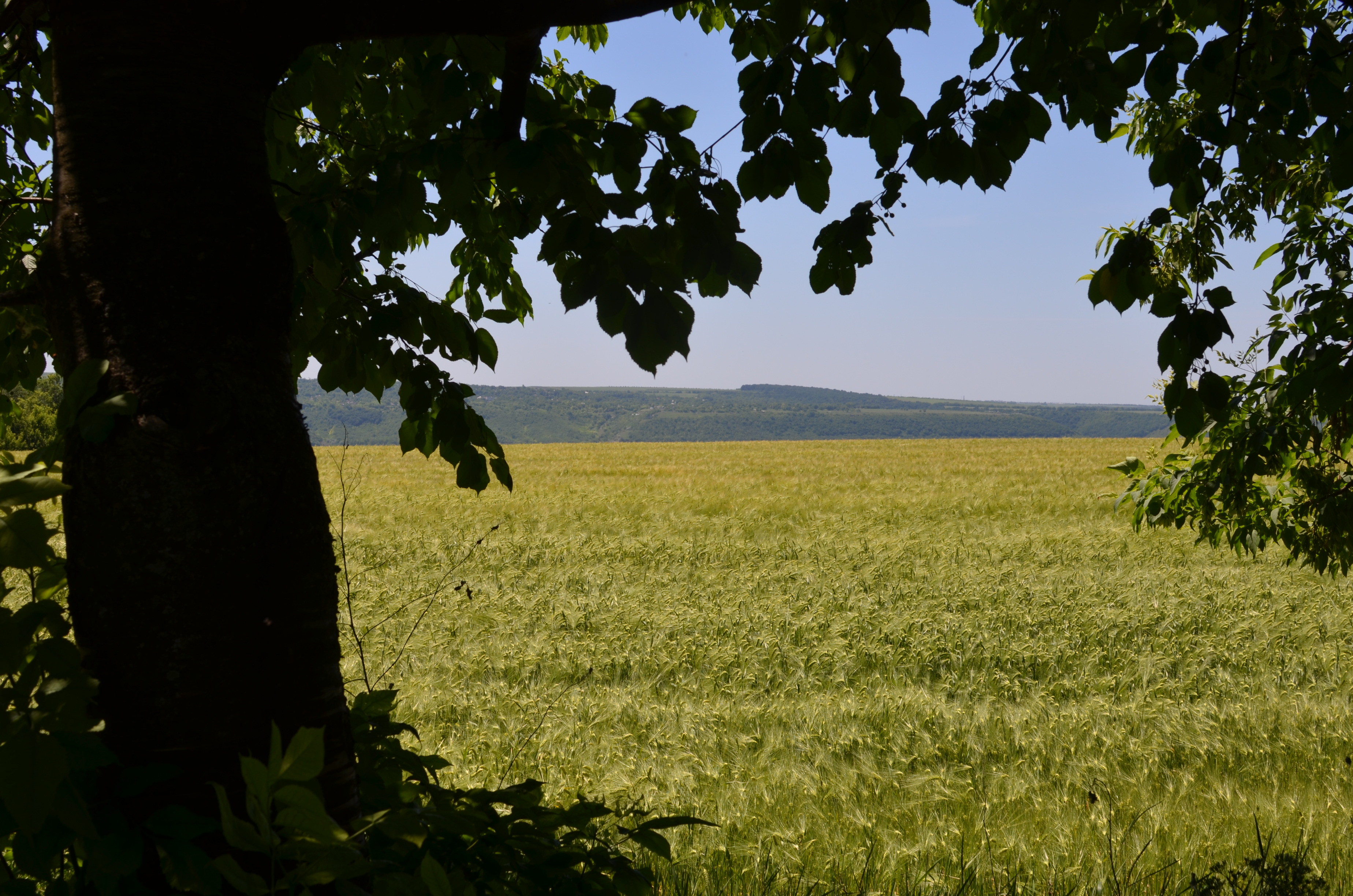
Поле поблизу села